# Americi(IV) oxide
Americi(IV) Oxide (có công thức hóa học được quy định là AmO2) là một hợp chất vô cơ có thành phần chính gồm hai nguyên tố americi và oxy. Hợp chất này tồn tại dưới dạng chất rắn màu đen, có cấu trúc tương tự calci fluoride. Nó được sử dụng như một nguồn tạo hạt alpha.

## Sử dụng trong lịch sử
Tổng hợp americi(IV) Oxide liên quan đến việc đặt kết tủa/nước của một dung dịch americi trong dung dịch axit clohydric (HCl) như đã được phòng thí nghiệm quốc gia Oak Ridge, Hoa Kỳ nêu rõ. Nhu cầu americi(IV) Oxide bắt nguồn từ sự khó khăn trong việc giữ nguyên tố americi làm chất lỏng trong dung dịch axit clohiđric vì bức xạ alpha và axit clohiđric phân hủy các dung dịch được lưu trữ theo thời gian. Để giải quyết vấn đề lưu trữ hợp chất này dưới dạng chất lỏng, phòng thí nghiệm Quốc gia Oak Ridge đã đưa ra một tổng hợp để biến dung dịch americi-axit lỏng thành dạng americi đã lắng đọng để xử lý an toàn hơn và hiệu quả hơn.

## Hợp kim americi-nhôm
Hợp kim americi-nhôm có thể được tạo thành bằng cách làm tan americi(IV) Oxide với nhôm và thêm chất gây cháy.  Hợp kim được tạo ra có thể cho đi qua bức xạ neutron để tạo ra nuclit transuranic.